# Городище (Слободо-Туринский район)
Городище — деревня в Слободо-Туринском районе Свердловской области России, входит в состав Слободо-Туринского сельского поселения. 

## География
Деревня Городище расположена в 26 километрах (по дорогам в 38 километрах) к юго-востоку от села Туринская Слобода, на левом берегу реки Туры.

## История деревни
Деревня была основана переселенцами из Центральной России в 1907–1912 годах.

## Население
| 2002 | 2010 | 2021 |
| ---- | ---- | ---- |
| 11   | ↘9   | ↗15  |